# Vallée de la Thure
Vallée de la Thure este o arie protejată (arie specială de conservare — SAC, sit de importanță comunitară — SCI, arie de protecție specială avifaunistică — SPA) din Belgia întinsă pe o suprafață de 16,46 ha, integral pe uscat.

## Localizare
Centrul sitului Vallée de la Thure este situat la coordonatele 50°17′03″N 4°09′12″E / 50.284039°N 4.153357°E.

## Înființare
Situl Vallée de la Thure a fost declarat arie de protecție specială avifaunistică în ianuarie 2014 pentru a proteja 4 specii de animale. Alte tipuri de protecție:
- sit de importanță comunitară (în ianuarie 2004)
- arie specială de conservare (în ianuarie 2014)[1][3][4]

## Biodiversitate
Situată în ecoregiunea continentală, aria protejată conține 2 habitate naturale: Cursuri de apă de la nivel de câmpie la nivel montan, cu vegetație Ranunculion fluitantis și Callitricho-Batrachion, Păduri aluvionare cu Alnus glutinosa și Fraxinus excelsior (Alno-Padion, Alnion incanae, Salicion albae).
La baza desemnării sitului se află mai multe specii protejate:
- păsări (1): pescăruș albastru (Alcedo atthis)
- amfibieni (1): Bufo calamita
- pești (2): zglăvoacă (Cottus gobio), lipan (Thymallus thymallus)

Pe lângă speciile protejate, pe teritoriul sitului au mai fost identificate 3 specii de amfibieni, 4 specii de mamifere.